# Helen Wheels
Singles de Paul McCartney et les Wings
Live and Let Die
(1973) Mrs Vandebilt
(1974)
Helen Wheels est une chanson des Wings parue en single fin 1973 pour la promotion de l'album Band on the Run. L'album étant sorti après, la chanson n'a pas été incluse sur sa version britannique. Elle apparaît en revanche sur la version américaine, ainsi que sur les éditions postérieures.

## Inspiration
Il s'agit d'un rock inspiré des chansons de Chuck Berry, sur les routes et villes entre Londres et la résidence écossaise de McCartney. Le titre s'inspire du surnom qu'il avait donné à sa Land Rover, "Hell-on-Wheels", "l'enfer-sur-roue".
Dans son livre autobiographique Paul McCartney In His Own Words, paru en 1976, Paul McCartney raconte : « Helen Wheels est notre Land Rover. C'est un nom que nous avons donné à notre Land Rover, un véhicule en lequel nous avons confiance qui nous ballade partout en Écosse. Il nous emmène jusqu'aux îles Shetland et à Londres. La chanson commence à Glasgow et passe devant Carlisle, va à Kendal, Liverpool, Birmingham et Londres. C'est l'itinéraire qui descend de notre ferme écossaise vers Londres, donc c'est vraiment l'histoire du voyage vers le sud. De petites images en cours de route. Liverpool est sur la côte ouest de l'Angleterre, c'est donc tout ce que cela signifie. »

## Publication et classements
La chanson est sortie en single (avec Country Dreamer en face B) avant Band on the Run et n'a pas été incluse sur la sortie britannique de l'album. Cependant, le vice-président de la promotion de Capitol Records, Al Coury, a persuadé McCartney de l'inclure dans la sortie américaine. La chanson a culminé au numéro 10 aux États-Unis le 12 janvier 1974 et au numéro 12 dans les charts britanniques.
Bien qu'il s'agisse d'une pièce mineure dans l'œuvre du groupe, elle se classe en douzième place des charts britanniques et en dixième position aux États-Unis.

## Clip vidéo
Le clip promotionnel a été réalisé par Michael Lindsay-Hogg (qui a également réalisé le dernier film des Beatles, Let it Be). On y voit Paul McCartney chantant et jouant de sa basse Rickenbacker 4001 pour gaucher, Linda jouant sur un synthétiseur Minimoog et chantant les chœurs, Denny Laine jouant de sa Fender Telecaster et chantant les chœurs également. Des images supplémentaires montrent Paul McCartney doublant à la batterie et à la guitare principale les membres décédés Denny Seiwell et Henry McCullough, qui avaient tous deux quitté le groupe avant les sessions de Band on the Run, ainsi que le trio dans une voiture.
Billboard a décrit la chanson comme « une musique rock entraînante [avec un] refrain accrocheur ».

## Reprises
La chanson a été reprise par Def Leppard sur l'album collectif The Art of McCartney sorti en 2014.

## Personnel
- Paul McCartney – chant, guitare, basse, batterie
- Linda McCartney – synthétiseur, chœurs
- Denny Laine – guitare, chœurs